# 장흥 보림사 철조비로자나불좌상
장흥 보림사 철조비로자나불좌상(長興 寶林寺 鐵造毘盧遮那佛坐像)은 전라남도 장흥군 유치면 보림사에 있는, 신라시대의 철조 비로자나불 좌상이다. 대좌와 광배는 없어졌으나, 왼쪽 팔뚝 뒤에 신라 헌안왕 2년(858년)에 만들었다는 글이 새겨져 있어서 정확한 조성연대를 알 수 있는 불상이다.

## 개요
비로자나불은 부처가 설법한 진리가 태양의 빛처럼 우주에 가득 비추는 것을 형상화한 불상이다. 불교의 진리 자체를 상징하며 법신불이라고도 한다.
이 불상은 신라불의 조형을 따르고 있으나, 지나치게 작아진 손과 상체에 비해 무릎이 너무 커 상하 불균형을 이루고 있다. 법의는 비교적 두터우며, 느슨하면서도 얇게 빚은 듯한 옷주름 등에서 9세기 후반의 불상양식의 특징을 보이고 있다. 왼쪽 팔 뒷면에 〈대중 2년〉이라는 글이 있어 불상이 만들어진 연대가 신라 헌안왕 2년(858년)임을 알 수 있다. 하지만 [장흥 보림사 보조선사탑비]에는 노사나불이며, 859년 제작으로 되어 있다. 아마도 858년 발원을 하여 859년 완성된 것으로 보인다. 불상의 총 높이는 2.51m이다.
통일신라 말부터 고려시대에 걸쳐 철조불상이 유행하였는데, 이 불상은 그 중에서도 신라하대의 철조불상의 대표작으로 꼽힌다. 또한 그 조성연대를 확실히 알 수 있다는 점에서 매우 중요한 가치를 지니고 있다.